# Обстріли Юнаківської сільської громади
Обстріли Юнаківської сільської громади — серія обстрілів та авіаударів російськими військами території та населених пунктів Юнаківської сільської територіальної громади Сумського району Сумської області в ході повномасштабного російського вторгнення в Україну.
Наказом Міністерства з питань реінтеграції тимчасово окупованих територій України територія громади з 24 травня 2022 року була внесена до оновленого переліку територій України, де тривають бойові дії, або які перебувають в окупації російських військ. Жителям громади, зареєстрованим як внутрішньо переміщені особи (ВПО), здійснюватимуться виплати.

## 2022

### 4 травня
4 травня між 6 та 7-ю годинами ранку російські війська двічі атакували кордон у Сумської області. За інформацією Державної прикордонної служби України окупанти з літаків били на ділянці відділу прикордонної служби «Юнаківка» Сумського прикордонного загону. Зі слів голови Сумської ОВА Дмитра Живицького, між 6 та 7 ранку відбувся артобстріл з «Градів» вздовж кордону біля Юнаківки. Також кілька вистрілів з вертольоту було по території біля Могриці. За даними відомства, внаслідок обстрілів жертв чи пошкоджень об'єктів інфраструктури не було.

### 10 травня
У ніч на 10 травня російські військові, за оперативною інформацією Генштабу ЗСУ, здійснили обстріли району прикордонних населених пунктів громади із застосуванням реактивних систем залпового вогню для забезпечення посиленої охорони ділянки українсько-російського кордону в Брянській і Курській областях РФ.

### 7 червня
Близько опівдня ворог зі своєї території вів вогонь з артилерії по Юнаківській громаді, повідомив голова Сумської ОВА Дмитро Живицький. Руйнувань та постраждалих не було.

### 8 червня
По обіді ворог знову відкривав вогонь по території Юнаківської громади, повідомив голова Сумської ОВА Дмитро Живицький. Працювали з мінометів та крупнокаліберних кулеметів.

### 20 червня
Після 12 години два безпілотники скинули чотири вибухівки на територію Юнаківської громади. Були також три мінометні постріли, повідомив голова Сумської ОВА Дмитро Живицький. Одна чоловік загинув, один — поранений. За інформацією ДПСУ, протягом дня військовослужбовці ЗС рф зі своєї території нещадно розстрілювали прикордоння Сумщини з мінометів, ствольної артилерії та реактивних систем залпового вогню.

### 22 червня
Близько 9 ранку зі сторони Росії її військові відкривали вогонь з автоматів у сторону території Юнаківської громади, повідомив голова Сумської ОВА Дмитро Живицький.

### 23 червня
Внаслідок обстрілу Юнаківської громади військовими РФ травмувалася 13-річний хлопець із села Іволжанське. Він потрапив у зону ураження невідомою хімічною речовиною, коли проходив по траві. Батьки повідомили, що це було щось схоже на фосфор. Його доставили до лікарні. Клініка опіків — легкі ступені нижніх кінцівок. Дитині надали допомогу, залишили під наглядом, згодом відпустили додому. Обстріл вівся з «Градів», зафіксовано 30 влучань. Російська армія використовувала фосфорні снаряди. Про це повідомив голова Сумської ОВА Дмитро Живицький. У Держприкордонслужбі України повідомили, що в обід військові РФ використали запалювальні боєприпаси 9М22С з реактивних систем залпового вогню. Обстріл вівся з російського населеного пункту Гордєєвка. Всього нараховано 30 пострілів, з яких 25 розірвалися в повітрі над одним з населених пунктів Юнаківської громади, решта 5 — на його околицях. Внаслідок завданого удару зазнала ушкоджень цивільна інфраструктура. У прокуратурі щодо дій військових Російської Федерації, які вели вогонь по мирному населеному пункту, ймовірно, використовуючи заборонені міжнародними угодами боєприпасами, відкрили кримінальне провадження.

### 26 червня
З 5 до 6-ї ранку військові ЗС РФ обстріляли Юнаківську громаду з мінометів, було 10 вибухів, повідомили у військовій адміністрації Сумщини. За інформацією ДПСУ 1 людина – мешканець прикордонного села – постраждала. Також протягом дня  російські військові й далі обстріляли територію цієї громади. "Вели вогонь зі ствольної та реактивної артилерії. Випускали некеровані ракети з гелікоптерів. Загалом, за сьогодні росіяни випустили понад 150 снарядів та мін", – повідомив Дмитро Живицький.

### 30 червня
Вранці російські війська чотири рази обстріляли територію Юнаківської громади із САУ. Жертв та руйнувань не було, повідомив Дмитро Живицький, голова Сумської ОВА.

### 5 липня
У ніч з 4 на 5 липня росіяни обстріляли території громади з мінометів та САУ, повідомив голова Сумської ОВА Дмитро Живицький.

### 6 липня
За інформацією Національної поліції Сумської області росіяни 6 липня обстріляли село Юнаківка. Постраждалих та пошкоджень інфраструктури не було. За даними фактами слідчі відкрили кримінальні провадження за ст. 438 ККУ "Порушення законів та звичаїв війни". Слідчі дії тривають

### 14 липня
Військові ЗС РФ надвечір обстрілювали територію громади із різних видів озброєння: кулеметні черги, реактивна та ствольна артилерія, використовували безпілотники. За інформацією голови Сумської ОВА Дмитра Живицького травмованих та руйнувань не було.

### 17 липня
О тринадцятій годині дня військові ЗС РФ, за інформацією голови Сумської ОВА Дмитра Живицького, чотири рази стріляли по одному з сіл Юнаківської громади. Цю інформацію також підтвердили в Нацполіції Сумської області. Обійшлося без жертв.

### 2 жовтня
Російські військові обстрілювали села Кияницю та Басівку. Вбита домашня птиця на подвір`ї, згорілий сарай, пошкоджені будинки та місцева школа.

### 11 жовтня
Вночі відбулися мінометні обстріли Хотінської, Юнаківської, Середино-Будської громад. 

### 18 жовтня
Армія РФ обстріляла Юнаківську громаду. Дві людини загинули, одна травмована. Зафіксовано 14 влучань. Пошкоджено крамницю та будівлі навколо, повідомив заступник керівника Офісу Президента Кирило Тимошенко.

## 2023

### 3 березня
Юнаківська громада: зафіксовано обстріл із САУ − 9 прильотів та мінометний обстріл − 5 прильотів.

### 20 березня
По Юнаківській громаді ворог випусти три міни.

### 21 березня
«На територію Юнаківської громади ворог скинув 19 мін», - інформує Сумська ОВА.

### 13 вересня
Російських обстрілів зазнали Великописарівська, Есманська, Краснопільська, Юнаківська, Миколаївська. Хотінська, Середино-Будська, Новослобідська та Білопільська громади Сумської області.

### 17 вересня
З вертольотів, артилерії та мінометів із території РФ були обстріляні Краснопільська, Новослобідська, Білопільська, Хотинська, Юнаківська та Зноб-Новгородська громади Сумської області.

### 17 листопада
Вночі росіяни здійснили мінометний обстріл громади. Зафіксовано три вибухи.

### 22 листопада
Російські війська вночі та вранці обстріляли Краснопільську та Юнаківську громади Сумської області. Зокрема по Юнаківській громаді здійснено обстріл із мінометів (2 вибухи) та артилерії (7 вибухів).

### 25 листопада
Юнаківська громада була під обстрілом із міномета (7 вибухів) та реактивних систем залпового вогню РСЗВ (6 вибухів).

### 2 грудня
З артилерії (21 вибух) та мінометів (29 вибухів) ворог обстріляв Юнаківську громаду.

### 5 грудня
Агресори з мінометів обстріляли Великописарівську, Середино-Будську, Есманську та Юнаківську громади.

### 6 грудня
Росіяни ударили з мінометів по Юнаківській громаді. Також на неї скинули ВОГ з БпЛА.

### 07 грудня
На територію Юнаківської громади росіяни скинули 7 мін, а також було скидання осколкового боєприпасу з БпЛА (1 вибух).

### 11 грудня
У Зноб-Новгородській і Юнаківській громадах зафіксовано мінометні обстріли (по три вибухи).

## 2024

### 02 січня
Російський снаряд влучив у будинок пенсіонерів в селі Кияниця Юнаківської громади. Подружжя вціліло, але отримало контузії. За інформацією обласної адміністрації село обстріляли з "Градів", загалом зафіксували 5 вибухів.

### 03 січня
У Юнаківській громаді зафіксовано обстріл з ракетних систем залпового вогню (п'ять вибухів). Внаслідок обстрілу пошкоджено п'ять домогосподарств, автомобіль, мережу ЛЕП.

### 27 січня
По територій громади здійснено артилерійські обстріли (8 вибухів) та обстріл за допомогою дрону типу «FPV» (1 вибух).

### 22 січня
По Юнаківській громаді російські військові завдали ударів з артилерії (8 вибухів).

### 30 січня
Російські окупанти в понеділок із дрона скинули вибухівку в Юнаківській громаді Сумської області, внаслідок обстрілу загинув чоловік, повідомляє пресслужба ОВА.
"Ворог продовжує вбивати мирних людей у Сумській області. Сьогодні росіяни скинули вибухівку з дрона на околиці Могриці в Юнаківській громаді", - йдеться в повідомленні.
У ️Юнаківській сталося скидання з БПЛА вибухових пристроїв (ВОГ) (2 вибухи), внаслідок чого загинула одна цивільна особа. Також були обстріли з мінометів (3 вибухи) та артилерії (САУ) (3 вибухи) і РСЗВ (17 вибухів).

### 31 січня
Росіяни обстріляли громаду з артилерії. Зафіксовано 8 вибухів.

### 9 лютого
9 лютого 2024 року в Юнаківці внаслідок обстрілу пошкоджені приватні садиби, а також приміщення та техніка місцевої агрофірми. Мешканці за допомогою односельців відновлюють будинки і наводять лад на подвір’ях.

### 19 лютого
На ️ територію Юнаківської громади росіяни скинули 6 мін.

### 26 лютого
Близько 2:15 год, застосовуючи заборонені міжнародним правом методи ведення війни, окупанти скинули 4 керовані авіаційні бомби на цивільну інфраструктуру громади. Унаслідок атаки ворога в одному з будинків рятувальники виявили два тіла подружжя пенсіонерів, чоловікові було 68 років, дружині 70 років. Пошкоджено щонайменше 6 приватних будинків.

### 27 лютого
У Юнаківській була атака КАБ (4 вибухи). У Сумській обласній прокуратурі уточнили, що внаслідок російських ударів пошкоджене майно агропідприємства.

### 07 березня
У Юнаківській громаді зафіксовано артилерійський обстріл (5 вибухів) та мінометний обстріл (6 вибухів), а також скидання з БпЛА вибухового пристрою (1 вибух).

### 10 березня
У Юнаківській громаді зафіксовано обстріл з мінометів (2 вибухи), також скидання ВОГ з безпілотника (1 вибух) та FPV-дроном (1 вибух).

### 13 березня
По Юнаківській громаді росіяни вдарили з артилерії (6 вибухів), мінометів (9 вибухів), РСЗВ (10 вибухів) і скинули ВОГ із БПЛА (1 вибух).

### 15 березня
По території громади війська РФ били з мінометів (5 вибухів).

### 18 березня
Протягом дня росіяни здійснили 50 обстрілів прикордонних територій та населених пунктів Сумської області. Зафіксовано 214 вибухів. Обстрілу зазнали Миколаївська, Миропільська, Юнаківська, Хотінська, Білопільська, Краснопільська, Великописарівська, Конотопська, Шалигинська, Есманська, Середино-Будська громади", - зазначено в повідомленні Сумської ОВА. Війська РФ здійснювали обстріли з артилерії, мінометів, авіації, танків і дронів-камікадзе типу "FPV".

### 20 березня
За даними ОВА, внаслідок мінометного обстрілу Юнаківської громади поранення дістала одна людина.

### 22 березня
Мінометний обстріл був у Юнаківській громаді (10 хв).

### 23 березня
У Юнаківській громаді РФ здійснила обстріл дроном-камікадзе типу "FPV" (3 вибухи).

### 25 березня
У Юнаківській громаді здійснено скидання з БпЛА вибухового пристрою (ВОГ) (1 вибух).

### 26 березня
Юнаківська громада: відбулося скидання з БпЛА вибухового пристрою (ВОГ) (17 вибухів).

### 27 березня
Юнаківська громада: ворог бив з мінометів (25 вибухів) та скинув з БпЛА вибухові пристрої (ВОГ) (15 вибухів).

### 28 березня
У Юнаківській громаді здійснено скидання з БПЛА вибухового пристрою (ВОГ) (4 вибухи).

### 30 березня
Юнаківська громада: здійснено мінометні обстріли (24 вибухи).

### 31 березня
Юнаківська громада: здійснено скидання з БпЛА вибухового пристрою (ВОГ) (10 вибухів), мінометний обстріл (8 вибухів), артобстріл (17 вибухів).

### 1 квітня
Юнаківська громада: здійснено мінометний обстріл (8 вибухів) та артобстріл (4 вибухи).

### 2 квітня
По громаді здійснено обстріли з БПЛА скидання вибухових предметів (5 вибухів), мінометний обстріл (9 вибухів).

### 5 квітня
Здійснено обстріл FPV дроном камікадзе та артилерійський обстріл (6 вибухів).

### 6 квітня
Ворог бив з артилерії (2 вибухи).

### 9 квітня
Зафіксовано обстріли FPV дроном скидання ВОГ (2 вибухи).

### 10 квітня
Зафіксовано мінометний обстріл (5 вибухів) та артобстріл (2 вибухи), обстріл FPV дроном скидання ВОГ (1 вибух).

### 11 квітня
Здійснено обстріли FPV дроном скидання ВОГ (3 вибухи).

### 14 квітня
Був обстріл FPV дроном скидання ВОГ (1 вибух).

### 16 квітня
З території РФ здійснено мінометний обстріл (6 вибухів), ворожими БпЛА здійснено скидання боєприпасів типу ВОГ (3 вибухи).

### 18 квітня
Ворог вдарив по терені громади із САУ (3 вибухи) та скинув з ворожого БпЛА гранати (2 вибухи).

### 19 квітня
З території РФ здійснено скид ВОГ з БПЛА (1 вибух).

### 22 квітня
Зафіксовано артилерійський обстріл (3 вибухи).

### 23 квітня
З ворожого  з БпЛА  здійснено скидання  ВОГ (10 вибухів). Також були обстріли з РСЗВ (12 вибухів), артилерії (7 вибухів) і атака ворожого дрону типу «FPV» (1 вибух).

### 24 квітня
З ворожого БпЛА квадрокоптерного типу здійснено скидання вибухового пристрою типу ВОГ (1 вибух).

### 25 квітня
Зафіксували влучання FPV-дрона (1 вибух), скидання з БПЛА боєприпасами типу ВОГ (6 вибухів) та артобстріл (4 вибухи).

### 26 квітня
Зафіксовано артилерійський обстріл (4 вибухи). З території РФ ворожим БпЛА здійснено скидання вибухового пристрою (1 вибух).

### 27 квітня
Юнаківська громада: з території РФ  з ворожого БПЛА здійснено скидання ВОГ (5 вибухів).

### 28 квітня
Вночі росіяни здійснили обстріл громади з кулемету (5 черг). Впродовж дня росіяни вдарили з артилерії (22 вибухи) та скинув ВОГ з БпЛА (3 вибухи).

### 29 квітня
По громаді здійснено скидання з БпЛА боєприпасу типу ВОГ (1 вибух).

### 30 квітня
По Юнаківській громаді були артобстріли (13 вибухів), скидання з БпЛА боєприпасів ВОГ (4 вибухи).

### 1 травня
Здійснено атаку FPV-дронів (2 вибухи).

### 4 травня
По Юнаківській громаді здійснено обстріли з артилерії (7 вибухів), мінометів (10 вибухів) та РСЗВ (10 вибухів).

### 5 травня
Зафіксовано атаку FPV-дронів (2 вибухи).

### 8 травня
Ворог бив по території громади з мінометів (5 вибухів), РСЗВ (12 вибухів), артилерії (6 вибухів) та наніс авіаудар КАБ (2 вибухи).

### 9 травня
Юнаківська громада: здійснено обстріли з мінометів (12 вибухів), РСЗВ (16 вибухів), авіаудари КАБ (2 вибухи).

### 11 травня
Зафіксовано артобстріл (4 вибухи) та удар FPV дроном (1 вибух).

### 13 травня
Здійснено мінометні обстріли (7 вибухів).

### 14 травня
Ворог вдарив по громаді з мінометів (17 вибухів), ствольної артилерії (7 вибухів), РСЗВ (7 вибухів) та скинув з БпЛА квадрокоптерного типу вибухові пристрої типу ВОГ (2 вибухи).

### 15 травня
Відбулося скидання з БпЛА вибухового пристрою (ВОГ) (1 вибух).

### 18 травня
"Протягом дня росіяни здійснили 46 обстрілів прикордонних територій та населених пунктів Сумської області. Зафіксовано 284 вибухи. Обстрілу зазнали Миколаївська, Хотінська, Юнаківська, Білопільська, Краснопільська, Великописарівська, Новослобідська, Есманьська, Шалигинська, Середино-Будська громади", - йдеться в повідомленні Сумської обласної військової адміністрації.

### 19 травня
"Уночі та вранці росіяни здійснили 9 обстрілів прикордонних територій та населених пунктів Сумської області. Зафіксовано 21 вибух. Обстрілу зазнали Хотінська, Юнаківська, Білопільська, Краснопільська, Есманьська та Серединно-Будська громади", - йдеться в повідомленні  Сумської обласної військової адміністрації.

### 20 травня
Протягом дня російські війська здійснили 48 обстріли прикордонних територій та населених пунктів Сумської області. Зафіксовано 243 вибухи. Обстрілів зазнали Садівська, Миколаївська, Хотінська, Юнаківська, Білопільська, Краснопільська, Миропільська, Великописарівська, Путивльська, Есманьська, Шалигинська, Середино-Будська, Свеська, Зноб-Новгородська громади, повідомляє Сумської обласна військова адміністрація.

### 23 травня
По громаді здійснено артилерійські обстріли (10 вибухів), обстріл з мінометів (5 вибухів), атаку за допомогою дрону типу «FPV» (3 вибухи).

### 24 травня
Зафіксовано мінометні обстріли (3 вибухи).

### 26 травня
Зафіксовано артилерійський обстріл (12 вибухів).

### 1 червня
Здійснено артилерійський обстріл громади (5 вибухів).

### 2 червня
Близько 17:00 одна людина підірвалася на міні в яру в Юнаківській громаді. 41-річний чоловік загинув на місці.

### 3 червня
Здійснено артилерійські обстріли громади (5 вибухів).

### 4 червня
По громаді завдано скидання ВОГ з БПЛА (1 вибух) та атака FPV дроном (3 вибухи).

### 6 червня
Здійснено мінометні обстріли (10 вибухів).

### 9 червня
Здійснено артилерійські обстріли громади (9 вибухів).

### 13 червня
Окупанти за добу обстріляли п'ять прикордонних громад Сумської області, використали артилерію, міномети та кулемет, повідомила Сумська обласна військова адміністрація станом на 21.00 четверга. Як зазначається у повідомленні: "Протягом дня росіяни здійснили 11 обстрілів прикордонних територій та населених пунктів Сумської області. Зафіксовано 42 вибухи. Обстрілів зазнали Хотінська, Юнаківська, Миропільська, Краснопільська, Дружбівська громади".

### 14 червня
За добу одну людину загинули та ще семеро поранено внаслідок обстрілів восьми прикордонних громад Сумської області, повідомляє Сумська обласна військова адміністрація станом на 21:00 п'ятниці. "Протягом дня росіяни здійснили 19 обстрілів прикордонних територій та населених пунктів Сумської області. Зафіксовано 38 вибухів. Обстріли зазнали Хотінська, Юнаківська, Миропільська, Краснопільська, Великописарівська, Шалигинська, Есманьська, Шосткинська громади", - зазначається в повідомленні.

### 15 червня
"Протягом дня росіяни здійснили 12 обстрілів прикордонних територій і населених пунктів Сумської області. Зафіксовано 25 вибухів. Обстрілів зазнали Юнаківська, Білопільська, Миропільська, Краснопільська, Великописарівська, Есманьська, Середино-Будська громади", - йдеться в повідомленні Сумської обласної військової адміністрації.

### 16 червня
Протягом дня росіяни здійснили 5 обстрілів прикордонних територій та населених пунктів Сумської області. Зафіксовано 35 вибухів. Обстрілу зазнали Юнаківська, Краснопільська, Великописарівська, Зноб-Новгородська громади", - вказується в повідомленні Сумської обласної військової адміністрації. Були задіяні вертольоти агресора.

### 18 червня
Ворог вдарив по громаді з артилерії САУ (9 вибухів), зафіксовано удар FРV-дроном (1 вибух).

### 20 червня
Здійснено скидання ВОГ з БпЛА (2 вибухи).

### 21 червня
4 міни скинув ворог на територію громади.

### 22 червня
Відбулися атака дронів-FPV (2 вибухи), обстріли зі ствольної артилерії (6 вибухів).

### 24 червня
росіяни вдарили по громаді з артилерії (2 вибухи) та двома FPV дронами (2 вибухи).

### 25 червня
росіяни вдарили з РСЗВ (12 вибухів), артилерії (33 вибухи).

### 28 червня
Здійснено обстріл громади з використанням FPV дронів (3 вибухи).

### 30 червня
Зафіксовано артилерійські обстріли громади (11 вибухів).

### 1 липня
По громаді зафіксовано удар FPV дроном (1 вибух), обстріл із стольної артилерії (21 вибух), скид з БпЛА вибухових пристроїв типу ВОГ (9 вибухів).

### 4 липня
Нанесено удар FPV дроном (1 вибух).

### 10 липня
Ворог бив з артилерії (9 вибухів) та наніс обстріл з БпЛА.

### 11 липня
Зафіксовано удар 1 БпЛА (1 вибух), а також удари дронами (4 вибухи).

### 13 липня
2 міни скинув ворог на територію громади та здійснив удар FPV дронами (2 вибухи).

### 14 липня
Здійснено артилерійські обстріли громади (20 вибухів), обстріл з РСЗВ (19 вибухів), мінометів (3 вибухи), пуски з літака 6 ракет типу «НАР» (6 вибухів), скидання з БпЛА вибухових пристроїв (2 вибухи).

### 16 липня
Здійснено обстріли з використанням FPV-дронів «камікадзе» (6 вибухів).

### 17 липня
Зафіксовано обстріли з використанням FPV-дронів (8 вибухів).

### 19 липня
Здійснено танковий обстріл громади (4 вибухи).

### 20 липня
Здійснено обстріли з використанням FPV-дронів (3 вибухи).

### 21 липня
Ворог бив по громаді з артилерії (5 вибухів). Також зафіксовано обстріли з використанням FPV-дронів (4 вибухи), обстріл з використанням 1 БпЛА типу «крило» (1 вибух).

### 22 липня
На громаду з території рф здійснив атаку ворожий дрон типу «FPV»  (1 вибух), також з 2 гвинтокрилів здійснено пуски 9 ракет типу НАР.

### 23 липня
З 1 ворожого БпЛА скинуто 2 невстановлених вибухових пристрої (2 вибухи). З території рф 1 ворожий гелікоптер здійснив пуски 6 ракет (НАР) (6 вибухів).

### 24 липня
росіяни вдарили з РСЗВ «Град» (20 вибухів) та нанесли удари з використанням FPV дронів (3 вибухи).

### 25 липня
Зафіксовано удари FPV дронів (5 вибухів), артобстріл (2 вибухи), скидання вибухових пристроїв типу ВОГ з ворожого БпЛА (2 вибухи).

### 26 липня
Зафіксовано  скидання вибухового пристрою типу ВОГ з ворожого БпЛА (1 вибух), пуск з ворожого літака 5 НАР (5 вибухів) та обстріл з використанням FPV дронів (2 вибухи).

### 27 липня
З території рф здійснено обстріл з використанням FPV дронів (6 вибухів) та артобстріли (23 вибухи).

### 28 липня
З території рф здійснено обстріли з використанням FPV дронів (6 вибухів), артилерійські обстріли з САУ (4 вибухи).

### 30 липня
З території рф здійснено атаку FPV дронами (1 вибух)

### 31 липня
Відбулися атака БПЛА (1 вибух) та атака FPV дронами (2 вибухи).

### 1 серпня
Зафіксовано атаки БПЛА скидання ВОГ (2 вибухи).

### 2 серпня
Ворог наніс авіаудар пуск КАБ (2 вибухи) та бив з РСЗВ (8 вибухів).

### 3 серпня
Зафіксовано авіаудар – пуски КАБ (2 вибухи), танковий обстріл (3 вибухів).

### 4 серпня
Зафіксовано мінометний обстріл (1 вибух), атаку FPV дронами (2 вибухи), артилерійський обстріл (5 вибухів).

### 5 серпня
5 мін скинув ворог на територію громади. Також був артобстріл з САУ (4 вибухи).

### 6 серпня
Зафіксовано артобстріли (8 вибухів), мінометний обстріл (1 вибух), авіаудари КАБ (11 вибухів).

### 7 серпня
По громаді здійснено авіаудари КАБ (12 вибухів), удар FPV-дрона (1 вибух). В результаті обстрілу КАБами постраждав ще один храм православної парафії Сумської єпархії Української Православної Церкви в одному з селищ  громади. У древньому храмі потужною вибуховою хвилею вибито вікна, двері, пошкоджено куполи і крівлю, повідомляє Православна Сумщина.
Обійшлося без людських жертв.

### 8 серпня
Зафіксовано авіаудар КАБ (9 вибухів). Внаслідок авіаударів загинули 2 цивільні особи: місцевий житель та дитина 6 років. Крім того, отримав множинні травми місцевий мешканець. Також ворог вдарив з артилерії (3 вибухи). Внаслідок авіаудару по селу Могриця загинули двоє людей: 22-річний чоловік та його 6-річна сестра. Як повідомив голова Сумської ОВА Володимир Артюх під час марафону «Єдині новини», брат і сестра перебували на подвір’ї школи, яка була повністю знищена в результаті ворожого обстрілу. 

### 9 серпня
З літака здійснено пуски  авіабомб УМПБ Д-30СН (7 вибухів), авіаудари КАБ (5 вибухів).

### 10 серпня
По громаді здійснено авіаудар КАБ. Зафіксовано 2 вибухи.

### 11 серпня
Зафіксовано авіаудари КАБ (3 вибухи), ракетний удар (1 вибух).

### 12 серпня
Здійснено авіаудар КАБ (1 вибух).

### 13 серпня
Здійснено авіаудари КАБ (9 вибухів).

### 14 серпня
По Юнаківській громаді завдано авіаудару КАБ (1 вибух).

### 15 серпня
Відбувся ракетний удар по громаді (1 вибух).

### 16 серпня
Зафіксовано авіаудари КАБ (6 вибухів).

### 17 серпня
Здійснено авіаудари КАБ (9 вибухів) та удар БпЛА типу «Ланцет (2 вибухи).

### 18 серпня
По громаді здійснено авіаудари КАБ (4 вибухи). Внаслідок обстрілу отримав поранення місцевий мешканець.

### 20 серпня
Здійснено авіаудари КАБ (6 вибухів). Унаслідок чого 1 цивільна особа загинула, і 1 цивільна особа поранена.

### 21 серпня
Зафіксовано авіаудари КАБ (6 вибухів). 

### 22 серпня
росіяни били по громаді з артилерії (3 вибухи).

### 24 серпня
По громаді здійснено авіаудари (КАБ) (6 вибухів).

### 28 серпня
росіяни здійснили пуск авіабомб КАБ (1 вибух).

### 29 серпня
росіяни здійснили удар БПЛА типу "Ланцет" (1 вибух).

### 30 серпня
Відбулася атака ударним БПЛА типу "Ланцет" (1 вибух).

### 1 вересня
Зафіксовано пуск авіабомби КАБ (1 вибух).

### 2 вересня
росіяни здійснили ракетний удар по громаді (3 вибухи).